# Балаур
Бала́ур (рум. Balaur, також Ла́ур Бала́ур рум. Laur Balaur) — змій у східнороманській (румунській) міфології; також негативний лихий персонаж молдовських і румунських народних казок.

## У міфології
Згідно з румунськими віруваннями на балаура перетворюється звичайна змія, якщо її ніхто не бачить (або вона не бачить денного світла) 9, 15 або й 100 років. Вона стає зростом як бик, у неї виростають декілька голів, крила й ноги, що зрештою уподібнює її на багатоголового дракона. Ще, за іншими переказами, балауром стає та зі змій, яка заволодіє чарівним камінцем, який потому носить на своїй голові, і здатна зцілити ним від багатьох хвороб.
Балаур живе в озерах, болотах, але найчастіше — серед хмар на небі. Балаур висмоктує з озер і річок воду, а потім вивергає її з небес у вигляді дощів на землю, з ним же східні романці пов'язували виникнення вітру й райдуги.

## У казках
У народних чарівних казках румунів і молдованів Лаур або Лаур Балаур — лиха сила, антагоніст головного героя Фет-Фрумоса, який завдає йому й світу шкоду (викрадає наречену Іляну Косинзяну, нищить людей і поля, викрадає воду, сонце тощо), і якого позитивний герой має обов'язково здолати для відновлення справедливості й порядку у світі. 
Т.ч. у казках Лаур Балаур є відповідником слов'янського Змія Горинича.

## У маскульті
У маскульті в СРСР, зокрема в Україні ім'я Лаур Балаур стало популярним, вочевидь, завдяки кінострічці Молдова-фільм «Оповідь про хороброго витязя Фет-Фрумоса» (1977), в якій Лаура-Балаура зіграв Іон Унгуряну.
В подальшому, зокрема, від 1990-х в Україні іменування Лаур Балаур стало називним, подеколи фігурує в жартах, анекдотах, на ТБ, у мемах.
Молдовський етнорок-гурт Zdob și Zdub, що зажив міжнародної слави, має в своєму репертуарі пісню «Лаур Балаур» (з альбому «Ethnomecanica» 2006 року).

## Джерело
- Кабакова К. И Балаур // Мифологический словарь. М.: «Советская Энциклопедия», 1991, 736 с. — С. 85 (рос.)